# Ullakarin Nyberg
Ullakarin Maria Nyberg, född 23 april 1960 i Örnsköldsvik, är en svensk psykiater och suicidforskare.

## Biografi
Nyberg växte upp i Örnsköldsvik och bestämde sig redan som femåring för att bli läkare. Hon beskriver sig som stabil och glad som barn, men med vuxna omkring sig som inte mådde bra, och kände tidigt en stark motivation att jobba med de svåra frågorna.
Nybergs första specialistutbildning var inom onkologi och hon disputerade 2002 på en avhandling om dödlighet och förekomst av cancer efter angiografi av hjärnan. Hon har arbetat som cancerläkare på Radiumhemmet, men övergick efter en tid som onkolog till psykiatrin, där hon sedan dess varit verksam i 25 år (2020). Hon forskar om suicid vid Centrum för Psykiatriforskning vid Karolinska Institutet och är en av Sveriges främsta experter inom suicidprevention. Hon arbetar med suicidprevention, som forskare, föreläsare och författare, och är en halvdag i veckan psykiatrikonsult inom cancervården. Hon har en egen podcast, Inferno, där hon möter gäster som berättar sin historia och gemensamt försöker förstå. Hon är även ordförande i Svenska Psykiatriska Föreningen.
Hon har gett ut böckerna Konsten att rädda liv: om att förebygga självmord (2013) och Suicidprevention i praktiken (2018) som bygger på hennes forskning om att förebygga självmord.
I maj 2021 meddelades att hon hösten 2021 tar över programledarskapet för Sveriges Radios program Radiopsykologen, som då får titeln Livet med Ullakarin Nyberg.
Nyberg var värd i Sommar i P1 den 17 augusti 2021.